# Ивашковка (Житомирская область)
Ивашковка (укр. Івашківка) — село на Украине, основано в 1653 году, находится в Новоград-Волынском районе Житомирской области.
Население по переписи 2001 года составляло 493 человека. Население по данным 2023 года составляет 430 человек. Почтовый индекс — 11776. Телефонный код — 4141. Занимает площадь 1,241 км².

## Адрес местного совета
11805, Житомирская область, Новоград-Волынский р-н, с. Суслы